# Cranchia scabra
Cranchia scabra е вид главоного от семейство Cranchiidae. Видът не е застрашен от изчезване.

## Разпространение и местообитание
Разпространен е в Австралия, Канада, Китай, Мавритания, Мадагаскар, Мексико, Намибия, САЩ, Суринам, Филипини, Хонконг, Южна Африка и Япония.
Обитава океани и морета в райони с тропически и субтропичен климат. Среща се на дълбочина от 4 до 3070 m, при температура на водата от 2,7 до 25 °C и соленост 33,2 – 36,6 ‰.